# Benjamin Dessus
Pour les articles homonymes, voir Dessus.
Benjamin Dessus, né le 21 août 1939 à Boulogne-Billancourt et mort le 6 octobre 2019, à Meudon, est un ingénieur et économiste français. Il était président de l'association Global Chance.

## Biographie

### Jeunesse et études
Diplômé de l'Ecole nationale supérieure des télécommunications en 1963, il obtient un doctorat en économie,.

### Parcours professionnel
Benjamin Dessus commence sa carrière aux laboratoires de Marcoussis dans le domaine de l'électronique quantique et des lasers. Puis il rejoint le département études et recherches d'Électricité de France pour y monter un laboratoire de métrologie optique. 
En 1982, à la création de l'Agence française pour la maîtrise de l'énergie, il y est nommé directeur de la recherche, à l'initiative de Philippe Chartier, mais il en prend rapidement la direction des services techniques. 
Il la quitte en 1987 pour rejoindre le CNRS et prendre en charge un programme interdisciplinaire consacré aux problèmes d'énergie et d'environnement. Il y dirige ensuite le programme Ecodev (programme interdisciplinaire de recherche sur les technologies pour l'écodéveloppement) et préside le conseil scientifique et technique du Fonds français pour l'environnement mondial.
Il est souvent consulté par les autorités françaises. Il est l'un des auteurs du rapport Charpin-Dessus-Pellat (juillet 2000) relatif aux coûts de la filière nucléaire.
Il s'efforce d’intéresser médias et politiques au rôle du méthane dans le réchauffement climatique, négligé dans le débat public,.

## Prises de position
Benjamin Dessus est « plutôt hostile au nucléaire », et prône « une plus grande sobriété énergétique, une efficacité énergétique accrue, enfin une amélioration du rendement global du système ».

## Décès
Benjamin Dessus est mort le 6 octobre 2019 à Meudon d'un cancer de la peau. Plusieurs personnalités politiques, tel que Yannick Jadot, Corinne Lepage et Matthieu Orphelin ont publié leur condoléances sur Twitter.

## Publications

### Articles
- Benjamin Dessus, Bernard Laponche et Hervé Le Treut, « Effet de serre, n'oublions pas le méthane », La Recherche, no 417,‎ mars 2008 (lire en ligne)
- Benjamin Dessus, Bernard Laponche et Hervé Le Treut, « Le méthane, un gaz qui pèse lourd sur le climat », La Recherche, no 529,‎ novembre 2017 (lire en ligne)

### Ouvrages
- Stratégies énergétiques, pour un développement durable, éditions Charles Léopold Mayer, 1993
- Atlas des énergies pour un monde vivable, Syros, Paris, 1994  (ISBN 978-2867389955)
- Pas de gabegie pour l'énergie, Éd. de l'Aube/éditions Charles Léopold Mayer, 1994  (ISBN 2-87678-160-3)
- Énergie : un défi planétaire, Belin, Paris, 1996  (ISBN 978-2701126548), réédition actualisée 1999[16]
- L'énergie solaire, avec François Pharabod, PUF, coll. Que sais-je ? 1996  (ISBN 978-2130478249)
- So Watt ? L'énergie, une affaire de citoyen, avec Hélène Gassin, Éd. de L'Aube, 2005  (ISBN 978-2752600752)
- Peut-on sauver notre planète sans toucher à notre mode de vie ? avec Sylvain David, Prométhée, coll. Pour ou contre ?, Bordeaux, 2010  (ISBN 978-2-916623-06-1)
- En finir avec le nucléaire : pourquoi et comment, avec Bernard Laponche, Seuil, 2011  (ISBN 978-2-02-105919-9)[17]
- Déchiffrer l’énergie, Belin, Paris, 2014  (ISBN 978-2-7011-6440-3)